# (6551) 1988 XP
(6551) 1988 XP (1988 XP, 1980 TB) — астероїд головного поясу.
Тіссеранів параметр щодо Юпітера — 3,456.